# Eddie Gómez
Edgardo "Eddie" Gómez (Santurce, Porto Rico, 4 de outubro de 1944) é um baixista radicado em Nova Iorque.

## Biografia
Brilhante baixista, cresceu em Nova York. Começou a tocar baixo em 1955 e com 14 anos já tocava profissionalmente. Em 1959,  participou pela primeira vez da Newport Festival Youth Band,  orquestra de jovens baixistas dirigida por Marshall Brown. Em 1963 começa a estudar na famosa escola  "Julliard School of Music". Anos mais tarde, fez parte do trio de Marian McPartland (1964) e, depois, trabalhou com Paul Bley (1964-65),  Gary McFarland (1965), Gerry Mulligan e Jim Hall.
Em 1966, Gómez se tornou o baixista de Bill Evans, ficando com ele até 1977.
Ao longo de sua carreira, Gómez tocou e gravou com uma grande variedade de músicos renomados: Miles Davis, Jeremy Steig, Jazz Composers Orchestra, Bennie Wallace e Jack DeJohnette. Atualmente tem um grupo próprio e excusiona pelo mundo.